# Fanny Chmelar
Fanny Chmelar (ur. 31 października 1985 w Weilheim in Oberbayern) – niemiecka narciarka alpejska, specjalistka konkurencji technicznych.

## Kariera
Po raz pierwszy na arenie międzynarodowej pojawiła się 4 grudnia 2000 roku podczas zawodów University Race w Kaunertal, gdzie zajęła 34. miejsce w slalomie. W 2003 roku wystartowała na mistrzostwach świata juniorów w Briançonnais, gdzie jej najlepszym wynikiem było dziesiąte miejsce w supergigancie. Startowała także na rozgrywanych dwa lata później mistrzostwach świata juniorów w Bardonecchii, lecz plasowała się w trzeciej dzesiątce.
W zawodach Pucharu Świata zadebiutowała 29 grudnia 2005 roku w Lienzu, gdzie nie zakwalifikowała się do pierwszego przejazdu w slalomu. Pierwsze pucharowe punkty zdobyła 2 stycznia 2006 roku w Sankt Moritz, zajmując 20. pozycję w superkombinacji. Jedyny raz na podium zawodów tego cyklu stanęła 13 marca 2009 roku w Åre, kończąc slalom na drugiej pozycji. W zawodach tych rozdzieliła Francuzkę Sandrine Aubert i Therese Borssén ze Szwecji. Najlepsze wyniki osiągnęła w sezonie 2008/2009, kiedy to w klasyfikacji generalnej zajęła 41. miejsce.
W 2010 roku wystartowała na igrzyskach olimpijskich w Vancouver, gdzie nie ukończyła pierwszego przejazdu slalomu. Była też między innymi ósma w tej samej konkurencji podczas mistrzostw świata w Val d’Isère w 2009 roku.
W 2013 roku zakończyła karierę.

## Osiągnięcia

### Igrzyska olimpijskie
| Miejsce | Dzień     | Rok  | Miejscowość | Konkurencja | Czas biegu | Strata | Zwyciężczyni |
| ------- | --------- | ---- | ----------- | ----------- | ---------- | ------ | ------------ |
| DNF2    | 26 lutego | 2010 | Vancouver   | Slalom      | 1:42,89    | -      | Maria Riesch |

### Mistrzostwa świata
| Miejsce | Dzień     | Rok  | Miejscowość | Konkurencja     | Czas biegu | Strata | Zwyciężczyni   |
| ------- | --------- | ---- | ----------- | --------------- | ---------- | ------ | -------------- |
| 21.     | 9 lutego  | 2007 | Åre         | Superkombinacja | 1:57,69    | +4,37  | Anja Pärson    |
| 8.      | 14 lutego | 2009 | Val d’Isère | Slalom          | 1:51,80    | +1,96  | Maria Riesch   |
| 15.     | 11 lutego | 2011 | Ga-Pa       | Slalom          | 1:45,79    | +3,30  | Marlies Schild |

### Mistrzostwa świata juniorów
| Miejsce | Dzień     | Rok  | Miejscowość  | Konkurencja | Czas biegu | Strata | Zwyciężczyni            |
| ------- | --------- | ---- | ------------ | ----------- | ---------- | ------ | ----------------------- |
| 32.     | 4 marca   | 2003 | Briançonnais | Zjazd       | 1:15,20    | +2,90  | Tamara Wolf             |
| 10.     | 5 marca   | 2003 | Briançonnais | Supergigant | 1:20,02    | +1,95  | Julia Mancuso           |
| DNF1    | 7 marca   | 2003 | Briançonnais | Slalom      | 1:38,53    | -      | Michaela Kirchgasser    |
| 43.     | 8 marca   | 2003 | Briançonnais | Gigant      | 2:05,70    | +9,09  | Jessica Lindell-Vikarby |
| 26.     | 23 lutego | 2005 | Bardonecchia | Zjazd       | 1:28,84    | +2,99  | Nadia Fanchini          |
| 22.     | 24 lutego | 2005 | Bardonecchia | Supergigant | 1:26,81    | +2,86  | Andrea Fischbacher      |
| DNF2    | 25 lutego | 2005 | Bardonecchia | Slalom      | 1:23,97    | -      | Šárka Záhrobská         |
| 29.     | 26 lutego | 2005 | Bardonecchia | Gigant      | 2:21,34    | +4,85  | Nadia Fanchini          |

### Puchar Świata

#### Miejsca w klasyfikacji generalnej
- sezon 2005/2006: 68.
- sezon 2006/2007: 63.
- sezon 2007/2008: 58.
- sezon 2008/2009: 41.
- sezon 2009/2010: 47.
- sezon 2010/2011: 56.
- sezon 2011/2012: 78.
- sezon 2012/2013: 83.

#### Miejsca na podium w zawodach
1. Åre – 13 marca 2009 (slalom) – 2. miejsce